# Savignac-les-Églises
Savignac-les-Églises è un comune francese di 1 004 abitanti situato nel dipartimento della Dordogna nella regione della Nuova Aquitania.

## Società

### Evoluzione demografica
Abitanti censiti